# Auståsen
Der Auståsen (norwegisch für Osthügel) ist eine Eiskuppel an der Prinzessin-Martha-Küste des ostantarktischen Königin-Maud-Lands. Sie ragt östlich des Standortes des Basislagers Maudheim der Norwegisch-Britisch-Schwedischen Antarktisexpedition (1949–1952) auf.
Norwegische Wissenschaftler nahmen die Benennung vor.